# Penestoglossa capensis
Penestoglossa capensis är en fjärilsart som beskrevs av Felder och Alois Friedrich Rogenhofer 1875. Penestoglossa capensis ingår i släktet Penestoglossa och familjen säckspinnare. Inga underarter finns listade i Catalogue of Life.